# HMS Illustrious (R87)
HMS Illustrious (R87) je bila britanska letalonosilka iz druge svetovne vojne. Bila je prva iz razreda letalonosilk Illustrius, po njej je razred tudi dobil ime. V ta razred so spadale še naslednje letalonosilke: HMS Victorious (R38), HMS Formidable (R67) in HMS Indomitable (R92).Gradnja ladje se je pričela 27. aprila 1937, splovljena je bila 5. aprila 1939, 25. maja 1940 pa predana britanski kraljevi mornarici.
Njena prva bojna naloga je bila spremljanje britanskih konvojev v Sredozemskem morju. Slavna je postala enajstega novembra 1940, ko so iz nje poletela letala v napad na italijansko floto, zasidrano v pristanišču Taranto. Tistega dne so Italijani izgubili eno bojno ladjo, dve bojni ladji pa sta bili težko poškodovani. Januarja 1941 je letalonosilko, med spremstvom konvoja, zadelo osem bomb, ki so povzročile ogromno škodo, zato so ladjo poslali na zasilno popravilo na Malto. Vendar tudi tam ni imela sreče, teden dni kasneje jo je ponovno zadela letalska bomba in voda je zalila strojnico ladje. Po hitrem popravilu so jo poslali na popravilo v Aleksandrijo od tam pa v Virginijo v ladjedelnico Norfolk, kjer so jo temeljito popravili in posodobili.
Maja naslednje leto so jo ponovno predali v uporabo, tokrat je skupaj s svojo sestrsko letalonosilko HMS Indomitable sodelovala v operacijah proti francoskim silam na Madagaskarju. Leta 1943 se je ponovno vrnila v Sredozemsko morje tako da je septembra že sodelovala pri zavezniškem izkrcanju na Siciliji. Po končanih operacijah v Sredozemlju so jo preselili na Tihi ocean kjer je sodelovala pri napadu na indonezijski otok Sabang in Palembang, leta 1945 pa je pomagala Američanom pri izkrcanju na Okinavi. Med operacijami na Pacifiku sta jo zadeli dve kamikazi, ki pa nista povzročili trajnih posledic, 6. aprila jo je delno oplazila kamikaza, ki je letalonosilko poškodovala pod vodno linijo zato so jo morali poslati na popravilo v Veliko Britanijo. Po vojni so jo uporabili za usposabljanje mornarjev in testiranje novih vojaških tehnologij. Leta 1948 so jo modernizirali, 1954 pa dokončno umaknili iz uporabe. Po dveh letih so jo prodali in razrezali za staro železo.

## Bojna udejstvovanja
- Taranto, 1940
- Mediteran, 1940-41
- Malteški konvoji, 1941
- Diego Suarez, 1942
- Salerno, 1943
- Sabang, 1944
- Palembang, 1945
- Okinava, 1945

## Galerija
- HMS Illustrious leta 1944
- HMS Illustrious v Indijskem Oceanu, 18. maj 1944
- Razglednica HMS Illustrious iz leta 1948
- Nesreča Seafirea na HMS Illustrious, 1948
- Kralj Jurij VI na obisku, 1948
- Supermarine Attacker na krovu HMS Illustrious leta 1948